# Закон радиоактивных смещений

Изменение заряда ядра (числа нейтронов в ядре) и числа нейтронов в ядре в зависимости от вида радиоактивного распада — закон радиоактивных смещений

В химии радиоактивных элементов и ядерной физике закон радиоактивных смещений, также известный как правило радиоактивных смещений Содди и Фаянса, — основное правило, описывающее превращения элементов в процессе радиоактивного распада. Закон был открыт в 1913 году независимо Фредериком Содди и Казимиром Фаянсом.
Закон описывает, какой элемент и какой изотоп этого элемента получается при том или ином типе радиоактивного распада:
- при альфа-распаде создаётся элемент с зарядом ядра, уменьшенным на два, и с атомной массой, уменьшенной на четыре по отношению к родительскому радиоизотопу, например:

{\displaystyle {}_{92}^{238}{\text{U}}\to {}_{90}^{234}{\text{Th}}+\alpha };
- при бета-распаде заряд ядра атома созданного элемента возрастает на единицу при неизменной атомной массе, например:

{\displaystyle {}_{82}^{212}{\text{Pb}}\to {}_{83}^{212}{\text{Bi}},}
это справедливо для β--распада, называемого также электронной эмиссией. Это единственная форма бета-распада, которую могли наблюдать и регистрировать Содди и Фаянс в 1913 году. Позже, в 1930-х годах, была открыта другая форма бета-распада — β+-распад, который можно назвать позитронной эмиссией. Кроме того, было открыто явление захвата электронов, при котором атомная масса изотопа остаётся неизменной, как и при β--распаде, но заряд ядра уменьшается на единицу, например:
{\displaystyle {}_{7}^{13}{\text{N}}+e\to {}_{6}^{13}{\text{C}}.}